# Chak Kashipur
Chak Kashipur là một thị trấn thống kê (census town) của quận South Twentyfour Parganas thuộc bang Tây Bengal, Ấn Độ.

## Nhân khẩu
Theo điều tra dân số năm 2001 của Ấn Độ, Chak Kashipur có dân số 11.155 người. Phái nam chiếm 55% tổng số dân và phái nữ chiếm 45%. Chak Kashipur có tỷ lệ 65% biết đọc biết viết, cao hơn tỷ lệ trung bình toàn quốc là 59,5%: tỷ lệ cho phái nam là 72%, và tỷ lệ cho phái nữ là 56%. Tại Chak Kashipur, 13% dân số nhỏ hơn 6 tuổi.